# Protestas en Armenia de 2011
Las protestas en Armenia de 2011 fueron una serie de manifestaciones civiles destinadas a provocar reformas políticas y concesiones tanto del gobierno de Armenia como del gobierno cívico de Ereván, su capital y ciudad más grande. Los manifestantes exigieron que el presidente Serzh Sargsián libere a los presos políticos, procese a los responsables de las muertes de activistas de la oposición después de las elecciones presidenciales de 2008 e instituya reformas democráticas y socioeconómicas, incluido el derecho a organizarse en la Plaza de la Libertad en el centro de Ereván. También protestaron contra el alcalde de Ereván, Karen Karapetyan, por prohibir la entrada a la oposición en la Plaza de la Libertad y prohibir a los vendedores y comerciantes en las calles de la ciudad. El bloque de oposición Congreso Nacional Armenio, que desempeñó un papel importante en la organización y dirección de las manifestaciones, también había pedido elecciones anticipadas y la dimisión del gobierno.
El gobierno otorgó varias concesiones a los manifestantes, incluida la aceptación de los términos de la oposición para una investigación sobre las muertes en las protestas de 2008, otorgándoles un permiso para manifestarse en la Plaza de la Libertad y liberando a varios activistas de la oposición encarcelados.

## Cronología

### Protestas de vendedores ambulantes
Los vendedores ambulantes de Ereván, enojados por la decisión del alcalde Karapetyan el 13 de enero de comenzar a imponer una prohibición estricta del comercio callejero, protestaron frente a las oficinas municipales de la capital el 19 de enero. Los funcionarios de la ciudad insistieron en que la prohibición era necesaria para la salud y la seguridad pública, pero los manifestantes gritaron consignas criticando a Karapetyan, un funcionario del Partido Republicano de Armenia elegido por la asamblea municipal en diciembre de 2010 para terminar un mandato incompleto, y se quejaron de que la prohibición del municipio ha impedido que muchos de ellos ganen suficiente dinero para pagar la comida y la vivienda para ellos y sus familias. Algunos manifestantes, muchos de cuyos carteles enfatizaban sus intenciones pacíficas, pidieron a Karapetyan que se reuniera con ellos o renunciara. Las protestas frente a las oficinas municipales pronto se convirtieron en un fenómeno diario que se extendió hasta febrero.

### Protestas políticas
Con pequeñas protestas en Ereván y una ola revolucionaria que se extiende por el norte de África y Asia occidental, políticos de oposición como Stepan Safaryan del partido Herencia y el expresidente Levon Ter-Petrosián, quien fue derrotado por el entonces presidente Sargsián en las controvertidas elecciones de 2008, del Congreso Nacional Armenio (HAK) sugirió a principios de febrero que la agitación política podría llegar a Armenia. Ter-Petrosyan convocó una manifestación de la oposición en la Plaza de la Libertad de Ereván el 18 de febrero no solo para protestar contra la administración de Karapetyan, sino para protestar contra el gobierno del presidente Serzh Sargsián. El gobierno respondió diciendo que la Plaza de la Libertad estaría inhabilitada debido a "eventos deportivos y culturales". El HAK dijo que planeaba manifestarse en la plaza independientemente de si el gobierno de la ciudad y el gobierno nacional lo permitían. Los analistas políticos dijeron que los líderes de la oposición nacional como Ter-Petrosyan estaban aprovechando una ola de malestar existente inspirada por la revolución tunecina y las protestas en Egipto y evidente en eventos como las protestas de los vendedores ambulantes, y algunos predijeron que las condiciones eran las adecuadas para que las protestas importantes ganasen tracción.

#### 18 de febrero
El 18 de febrero, el Congreso Nacional Armenio celebró una gran protesta con un sorteo de entre 5000 y 10 000 en el centro de la ciudad de Ereván. Los manifestantes, incluido Ter-Petrosyan, se quejaron de los bajos salarios, el desempleo, la inflación, la corrupción y la disminución de la calidad de vida. Los oradores de la manifestación también invocaron el espectro de las revoluciones tunecina y egipcia, y Ter-Petrosyan comparó la administración Sargsián con esos regímenes caídos. "La difícil situación de nuestro pueblo no es mejor que la de los pueblos de esos países, y el régimen de Armenia no es menos dictatorial y odiado que los regímenes de esos países", dijo el expresidente. Instó al gobierno a dimitir y pidió un levantamiento similar a los observados en los países árabes cerca de Armenia. Ter-Petrosyan también pidió a los vendedores ambulantes y otras personas que ya se están organizando en protesta por las políticas gubernamentales que "politicen" sus manifestaciones y se unan a la oposición nacional para pedir cambios radicales.

#### 1 de marzo
El Congreso Nacional Armenio organizó otra manifestación en Ereván el 1 de marzo. Según estimaciones de la oposición, a la manifestación asistieron más de 50 000 ciudadanos. La manifestación marcó el tercer aniversario de la violencia postelectoral después de la disputada victoria de Sargsián en 2008, cuando 10 manifestantes murieron. Los manifestantes exigieron nuevamente elecciones anticipadas y pidieron la renuncia de Sargsián. Ter-Petrosyan habló en la manifestación, calificando al gobierno de "régimen de bandidos [que] tomó el poder mediante elecciones parlamentarias y presidenciales falsificadas y el sangriento crimen cometido el 1 de marzo de 2008" y reiterando las demandas emitidas en la protesta del 18 de febrero. También pidió públicamente que se levantara la prohibición del comercio callejero y exigió reformas económicas, incluido un salario mínimo más alto y prestaciones por desempleo.

#### 3 de marzo
Unos 50 vendedores ambulantes respaldados por miembros del partido de oposición Herencia y del Congreso Nacional Armenio, incluidos miembros del parlamento, se reunieron frente a un edificio gubernamental en Ereván. La policía se movió para dispersarlos, lo que resultó en varios enfrentamientos. Un activista de HAK fue arrestado y uno de los miembros del Parlamento de Herencia fue hospitalizado con heridas. Desafiando una declaración del primer ministro Tigran Sargsián que prometía una investigación interna sobre las denuncias de brutalidad policial, la policía culpó públicamente a los parlamentarios de incitar a la violencia. El incidente provocó nuevas comparaciones de las políticas de las administraciones de Karapetyan y Sargsián con la Túnez prerrevolucionaria por parte de algunos analistas y parlamentarios de la oposición. 

#### 15 de marzo - "Ayuno por la libertad"

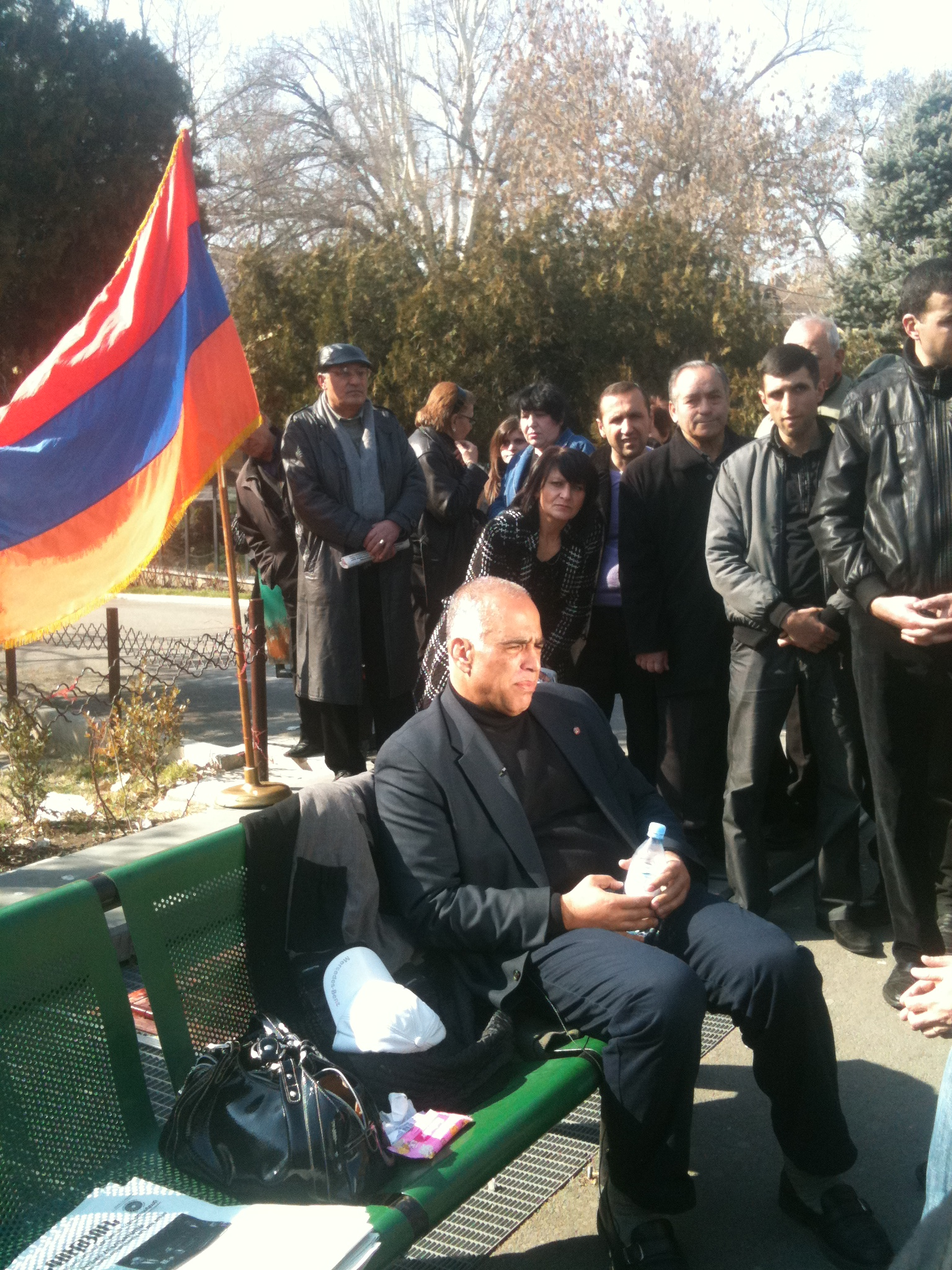
Raffi Hovannisian en huelga de hambre cerca de la Plaza de la Libertad, 16 de marzo

El ministro del Parlamento y exministro de Relaciones Exteriores de Armenia, Raffi Hovannisian, líder de Herencia, inició una huelga de hambre en la Plaza de la Libertad el 15 de marzo para protestar contra el gobierno y abogar por elecciones anticipadas.

#### 17 de marzo
El 17 de marzo, los manifestantes continuaron exigiendo la dimisión del gobierno, muchos de los cuales fueron elegidos en las disputadas elecciones, por la noche en la Plaza de la Libertad citando la voluntad de replicar las protestas del mundo árabe. Ter-Petrosyan, de nuevo un orador destacado en la manifestación, dijo que las manifestaciones tenían una intención "pacífica". Al menos 20 000 armenios asistieron a la manifestación, aunque el gobierno dijo que asistieron 9000 y los organizadores afirmaron una participación de 100 000. Hovannisian, ahora en el segundo día de su huelga de hambre, estuvo presente en la Plaza de la Libertad con sus partidarios, pero fue marginado por Ter-Petrosyan y otros líderes del Congreso Nacional Armenio, lo que tensó las relaciones entre Herencia y HAK.
Antes de la manifestación, el activista de la oposición Samson Khachatrian fue arrestado después de que dos agentes de policía vestidos de civil alegaran que los agredió en la manifestación del 1 de marzo, una medida que un líder de HAK calificó como "una provocación". Más tarde, Khachatrian fue condenado por el asalto, lo que provocó protestas masivas de la oposición.

#### 30 de marzo
En una ceremonia en la Plaza de la Libertad, Hovannisian puso fin a su huelga de hambre pública comiendo un trozo de pan bendecido simbólicamente por un sacerdote armenio ortodoxo. Dijo que los problemas de salud, incluidas las advertencias de su médico, así como la llegada del cumpleaños número 18 de su hija lo llevaron a suspender la huelga de hambre de 15 días, pero afirmó que la huelga había afectado "la conciencia pública" incluso si no lo había hecho. Hovannisian también reconoció las grietas en la oposición a Sargsián y al gobierno, pero no reconoció específicamente la disputa latente entre Herencia y el Congreso Nacional Armenio. Un diputado del Partido Republicano de Armenia criticó la huelga de hambre y dijo que no era el mejor medio para realizar cambios.

#### 2 a 4 de abril
Varias intelectuales, incluida una diputada de Herencia, realizaron una sentada todos los días en la Plaza de la Libertad a partir del 2 de abril como una "continuación lógica" de la acción de protesta de Hovannisian el mes anterior. Durante la sentada, a la que asistían un puñado de mujeres todos los días, los manifestantes se sentaron en silencio durante cinco horas antes de salir de la plaza. Algunos críticos dentro de la oposición condenaron la sentada como un truco, y uno lo calificó como una "pérdida de tiempo".

#### 8 de abril
El 8 de abril, Ter-Petrosyan pronunció un discurso de 35 minutos en Ereván. La manifestación, organizada por el Congreso Nacional Armenio, atrajo a 12 000 asistentes a la Plaza de la Libertad en el centro de la ciudad en violación de una prohibición oficial. A pesar de la prohibición del ayuntamiento de Ereván, policía finalmente se hizo a un lado frente a la multitud y permitió la reunión. Ter-Petrosyan dijo que la administración Sargsyan debe cumplir tres demandas antes del 28 de abril: prometer una "investigación objetiva" sobre la violencia postelectoral en 2008, otorgar a la HAK el derecho legal permanente de manifestarse en la Plaza de la Libertad de Ereván y asegurar la liberación de prisioneros políticos. El expresidente también advirtió que la oposición "cambiará drásticamente" sus métodos de resistencia a menos que se cumplan sus demandas.
En una conferencia de prensa varios días después de la manifestación, el funcionario del Congreso Nacional Armenio, Levon Zurabian, advirtió que la oposición veía la situación política como "una guerra, una guerra real". Zurabian agregó: "Y si queremos lograr algo en esa guerra, debemos y nos prepararemos para la guerra". Sugirió que las huelgas masivas, las sentadas, las marchas a gran escala y otros actos de desobediencia civil podrían ser el próximo paso de la oposición. Zurabian también afirmó que, contrariamente a las sugerencias de los líderes de los partidos aliados de que la oposición está lista para negociar un acuerdo que mantenga a la administración de Sargsián en el poder, el objetivo de la HAK sigue siendo obligar a Sargsián a renunciar y a que se celebren elecciones anticipadas.

#### 28 de abril
Dos días antes de la manifestación prevista en la Plaza de la Libertad el 28 de abril, el municipio de Ereván revocó su decisión anterior de no otorgar permisos a HAK para reunirse en la plaza. La oficina del alcalde acordó una ruta planificada que incluía una manifestación en la Plaza de la Libertad, emitiendo un permiso por primera vez en más de dos años para la reunión. El gobierno también dijo que la prohibición de manifestaciones en la plaza se levantaría a partir del 28 de abril.
Reuters informó una participación de alrededor de 5000 en el rally. Ter-Petrosyan se refirió al anuncio del gobierno de concesiones en el acceso a la Plaza de la Libertad y la investigación sobre la violencia postelectoral de 2008 diciendo a la multitud: "Si la puerta al diálogo aún no está abierta, está entreabierta". Por primera vez desde que comenzaron las protestas en enero y febrero, sugirió que las quejas de los manifestantes podrían abordarse mediante la negociación en lugar de un cambio de régimen. Ter-Petrosyan también pidió al presidente Sargsián que libere a los disidentes políticos y activistas encarcelados a tiempo para la próxima manifestación prevista para el 31 de mayo.
Según los informes, un número significativo de manifestantes no participó en una marcha a través de Ereván después del discurso de Ter-Petrosyan, y algunos continuaron ocupando la plaza después en lugar de irse, y el expresidente provocó algunos abucheos, silbidos y burlas cuando expresó su confianza en que el gobierno liberaría a todos los presos políticos en unas semanas. Aunque el funcionario de HAK, Levon Zurabian, dijo que el partido sigue decidido a forzar elecciones anticipadas, Ter-Petrosyan no mencionó la renuncia del gobierno o nuevas elecciones ni una sola vez durante el discurso.

#### 21 de mayo
Raffi Hovannisian, el líder de Herencia, celebró una asamblea en el Salón de Sesiones del Gobierno en Ereván a la que supuestamente asistieron cientos de ciudadanos, incluidos varios compañeros políticos y activistas famosos. Tres paneles de discusión abarcaron la mayor parte de la reunión del ayuntamiento, con temas de derechos humanos, civismo y soluciones a las diferencias políticas, respectivamente. Hovannisian fijó el 4 de junio como la próxima fecha para una asamblea, que se celebrará en el escenario más público de la Plaza de la Libertad.

#### 31 de mayo
A pesar de la amnistía general para activistas antigubernamentales encarcelados emitida días antes, la HAK celebró una importante  manifestación programada en la Plaza de la Libertad. La policía armenia estimó una participación de alrededor de 6000, aunque la oposición cuestionó la cifra y dijo que era mucho más alta. Los líderes políticos de HAK, incluido el ex primer ministro Aram Sargsián, el expresidente Levon Ter-Petrosyan y el exdiputado recientemente liberado Sasun Mikaelyan, dijeron que el gobierno finalmente estaba mostrando su voluntad de comprometerse con la oposición y cumplir con sus demandas, como lo demuestra la amnistía y felicitó a los manifestantes por su logro al presionar al gobierno para que cumpla las tres condiciones previas para el diálogo de la HAK. Sin embargo, Ter-Petrosyan, el líder del Partido Popular de Armenia, Stepan Demirchyan, y el editor amnistiado Nikol Pashinián, entre otros, reiteraron los llamamientos de la HAK para elecciones anticipadas, criticando al actual gobierno como el "resultado de elecciones amañadas". Ter-Petrosyan también dijo que en los próximos días, los líderes de la oposición se reunirán con el gobierno para presentar su propuesta de transición hacia nuevas elecciones, aunque advirtió que el gobierno probablemente tendrá ideas diferentes y presentará su propia agenda. Demirchyan adoptó un tono menos conciliador y dijo: "Si las autoridades no van a las elecciones anticipadas, debemos forzarlas". Un diputado de Herencia también exigió la liberación inmediata de su hermano, quien dijo que debería haber sido liberado bajo los cambios recientes al código penal armenio y la amnistía reciente, que supuestamente lo cubre. Según los informes, la manifestación concluyó con una marcha por el centro de Ereván, la promesa de los funcionarios de HAK de que se celebraría otra manifestación en junio y cánticos masivos de "¡Levon para el presidente!"

#### 30 de junio
En un mitin que la policía dijo que asistieron 4000 manifestantes, los partidarios de HAK, incluidos Pashinyan, Zurabian y Ter-Petrosyan, criticaron al gobierno armenio. Pashinyan calificó la declaración del presidente Sargsián el 22 de junio en la que dijo que Azerbaiyán estaba mejor preparado para una guerra por Nagorno-Karabaj que Armenia como "una de las más vergonzosas (...) en la historia diplomática de la Tercera República de Armenia", afirmando que fortaleció a Azerbaiyán con su postura en la disputa en curso. Zurabian advirtió que si el gobierno no se involucraba directamente con el HAK en "poco tiempo", la gente se reuniría en las calles para protestas masivas. Dijo que el gobierno sabía que "la única forma de evitar una revolución o un motín social es acordar negociaciones". Ter-Petrosyan dijo que a menos que el gobierno accediera a las demandas de la oposición, incluido el establecimiento de elecciones anticipadas, antes de la próxima manifestación programada para el 1 de agosto, el HAK volvería a la retórica de pedir la renuncia inmediata de Sargsián. El tono de la manifestación sugirió que la distensión evidente en el espíritu de las dos reuniones masivas anteriores de HAK se había enfriado decididamente.

#### 30 de septiembre
En un mitin el 30 de septiembre, HAK decidió iniciar un "mitin continuo", que fue exigido por los manifestantes.

## Composición
Las manifestaciones más destacadas en el período anterior al 18 de febrero de las protestas de 2011 fueron realizadas por vendedores ambulantes. El Congreso Nacional Armenio buscó capitalizar la ola de creciente disensión, impulsada por levantamientos exitosos contra los regímenes en Túnez y Egipto. Como tal, el HAK emergió como la voz principal en las protestas, y su líder Levon Ter-Petrosyan se dirigió a todos los mítines importantes en Ereván a partir del 18 de febrero. El HAK alentó encarecidamente a los comerciantes y a otros desilusionados con las políticas del gobierno a unirse a ellos, y Ter-Petrosyan ha alineado los objetivos de su partido con los de los vendedores ambulantes que iniciaron las protestas iniciales.
Sin embargo, la HAK no ha sido la única voz de crítica contra el gobierno. Herencia, uno de los dos únicos partidos de oposición con escaños en la Asamblea Nacional, también ha estado activo para impulsar la protesta, aunque sus manifestaciones han sido en menor escala y en gran medida se han presentado en forma de acciones de desobediencia civil, huelgas de hambre, sentadas y conferencias públicas. El 26 de abril, el líder Raffi Hovannisian emitió una declaración exigiendo que el gobierno convoque una convención constitucional, otorgue jurisdicción a la Corte Penal Internacional sobre Armenia y reconozca oficialmente a la República de Nagorno-Karabaj. Dijo que sus partidarios se cuentan por "decenas de miles".
Otro grupo de oposición que surgió a finales de abril, aunque no ha tenido un papel importante en la organización de manifestaciones, es la Federación Revolucionaria Armenia (HHD), o Dashnaktsutyun, el otro partido de oposición con presencia parlamentaria. El 28 de abril, el líder de Dashnak, Armen Rustamian, criticó tanto a Ter-Petrosyan como al presidente Serzh Sargsián, diciendo que ni el HAK ni el Partido Republicano de Armenia (HHK) representan los intereses de los armenios y que el papel de Ter-Petrosyan en el fomento de la disidencia es egoísta. Rustamian ha pedido un cambio "radical", sugiriendo que cualquier compromiso entre el HAK y el HHK no "conducirá a una mejora significativa de la situación existente". Según los informes, los Dashnaks instaron a Sargsián, a quien su partido apoyó como socio de la coalición hasta 2009, a que destituya al gobierno y celebre elecciones anticipadas. Tanto HHD como Herencia adoptaron una línea dura sobre Nagorno-Karabaj, insistiendo conjuntamente a finales de junio en que el gobierno no acepte los términos establecidos en una reunión en Kazán y advirtiendo sobre protestas callejeras masivas si Sargsián se comprometía con el estatus de la república separatista.

## Rol de las redes sociales
El sitio web de redes sociales Facebook sirvió como un vehículo temprano para organizar acciones contra el gobierno. Los activistas crearon un nuevo sitio web llamado Revoforum, abreviatura de "Foro Revolucionario", el 2 de abril como un foro de discusión sobre la situación política en Armenia. Según los informes, las quejas por el alto costo de vida y la inflación han llevado a jóvenes armenios históricamente apolíticos pero conocedores de Internet a organizarse en línea, y algunos han utilizado sitios como Facebook, Revoforum y Twitter para involucrarse también en protestas callejeras.

## Respuesta
Los oficiales de policía han acusado a miembros de la oposición de subvertir las protestas pacíficas, como en el caso de la pequeña protesta del 3 de marzo que se convirtió en una pelea entre los manifestantes y las fuerzas del orden. Un comunicado policial afirmó que los activistas que luchaban por las reformas políticas intentaron "provocar enfrentamientos entre los ciudadanos y la policía" y defendieron la respuesta policial, que hirió al menos a un manifestante. 
Un diputado del gobierno dijo que la prohibición de protestar en la Plaza de la Libertad era por el bien de los activistas, sugiriendo que la violencia podría estallar si se permitía que los manifestantes se reunieran en la plaza. También dijo que el presidente Sargsián no es un dictador y "no es Gadafi", una referencia al líder libio, el coronel Muamar el Gadafi, quien ha enfrentado un levantamiento sostenido contra su gobierno desde febrero. Otro funcionario de HHK dijo que el gobierno no haría concesiones mientras la oposición continúe haciendo demandas.
El 31 de marzo, en respuesta al descontento de los vendedores que solicitan la legalización del comercio callejero, el teniente de alcalde de Ereván dijo sobre la represión: "Estas acciones destinadas a hacer cumplir la ley son resueltas y definitivas". Hizo a un lado la ira de los manifestantes que asistieron a una audiencia parlamentaria sobre el asunto, diciendo que el municipio ya prevé el comercio en mercados aprobados como una alternativa razonable a la venta ambulante.
El 12 de abril, la oficina del alcalde de Ereván, Karen Karapetyan, reafirmó su prohibición de protestar en la Plaza de la Libertad, una prohibición que la oposición señaló que seguiría ignorando. En una conferencia de prensa, Karapetyan defendió la prohibición diciendo: "Hay lugares en todos los países del mundo donde no se permite la realización de manifestaciones". El alcalde dijo que no veía la prohibición como una violación de la libertad de expresión de la oposición.
El presidente Sargsián expresó su frustración en una entrevista el 12 de julio por las reiteradas preguntas sobre la legitimidad de las elecciones que lo llevaron a él y a muchos de sus aliados parlamentarios al poder. Se quejó de la falta de cortesía en la política armenia y dijo que el hecho de que Ter-Petrosyan y sus partidarios no lo felicitaran por su victoria o no concedieran formalmente las elecciones no significaba que los resultados fueran ilegítimos. Sargsián ha prometido que las elecciones parlamentarias programadas para 2012 serán democráticas de acuerdo con los estándares del Consejo de Europa.

### Concesiones
En abril, la Asamblea Nacional finalmente aprobó un proyecto de ley, que había estado en debate durante seis meses, ampliando los derechos a la libertad de reunión. La nueva ley otorga a las personas el derecho legal a reunirse pacíficamente, como lo han hecho los manifestantes en Ereván desde enero. 
El jefe de la policía armenia, Alik Sargsian, dijo el 14 de abril que adoptaría un enfoque más duro ante los abusos y la corrupción en las filas de las fuerzas del orden de la república. "Que la gente entienda que la impunidad es ahora inaceptable en la policía", dijo Alik Sargsian. No especificó si se centraría en castigar a la policía por presuntos abusos de detenidos y sospechosos.
El 19 de abril, Samson Khachatrian, el activista de la oposición condenado por agredir a la policía durante la protesta del 1 de marzo de 2011, fue puesto en libertad tras las demandas de los líderes de la oposición de que se le pusiera en libertad.
El gobierno de Sargsián prometió el 20 de abril dar mayor prioridad a la investigación de las denuncias de violencia contra los partidarios de la oposición el 1 de marzo de 2008, una exigencia clave de los manifestantes. "Espero un nuevo impulso y esfuerzos fuertemente intensificados para investigar los hechos", dijo Sargsián en una conferencia abierta a la prensa. Sargsián también prometió nuevas reformas para hacer que el sistema de justicia armenio sea más efectivo y eficiente. El 21 de abril, el investigador jefe del Gobierno dijo: "El examen de los hechos del 1 de marzo se revisará por completo". Prometió que los investigadores buscarían nuevas pruebas, revisarían las existentes y reconsiderarían sus hallazgos. El vicepresidente Samuel Nikoyan, un aliado parlamentario de Sargsián, dijo que creía que las concesiones llevarían a Ter-Petrosyan y otros críticos importantes de la oposición a considerar que "el lenguaje del ultimátum no es conveniente al dirigirse a las autoridades". Nikoyan dijo que espera que la oposición participe en un "diálogo civilizado" con el gobierno como resultado del prometido reexamen del caso. Un funcionario de HAK estuvo de acuerdo en que se había cumplido una de las demandas de la oposición, pero dijo que otras dos demandas, presumiblemente la liberación de presos políticos y el acceso a la Plaza de la Libertad, que Ter-Petrosyan también mencionó el 8 de abril, están pendientes y sugirió que no estarían plenamente satisfechos con la promesa de una investigación renovada sobre la violencia del 1 de marzo de 2008 hasta que se hagan públicos los resultados.
Karapetyan cumplió otra de las demandas de Ter-Petrosyan, al menos a corto plazo, al otorgar un permiso el 26 de abril para la manifestación prevista de HAK el 28 de abril en la Plaza de la Libertad. El 27 de abril, Sargsián expresó su esperanza de que se lleve a cabo un diálogo pacífico entre el gobierno y la oposición, con la Plaza de la Libertad como un foro para "ideas alternativas". Dijo que su administración estaba dispuesta a dar los "primeros pasos" con la esperanza de lograr un compromiso y una "cooperación".
El 26 de mayo, la Asamblea Nacional aprobó un plan de amnistía de amplio alcance para cientos de presos, incluidos seis activistas de la oposición detenidos desde 2008, cumpliendo así la tercera y última condición previa de la HAK para el diálogo con el gobierno. Levon Zurabian dijo que el partido de oposición entablará negociaciones con el Partido Republicano de Armenia para que se celebren elecciones anticipadas, ya que la HAK continúa disputando la legitimidad de las elecciones que llevaron a Sargsián y a muchos parlamentarios del gobierno al poder.  Dos activistas encarcelados fueron liberados al día siguiente, y supuestamente seguirían más.
El gobierno ofreció otra concesión importante el 9 de julio, y un portavoz de Sargsian dijo que el HHK y sus dos socios menores de la coalición, Armenia Próspera (BHK) y Orinats Yerkir (OEK), habían acordado formar un grupo ad hoc para mantener negociaciones con el HAK. Varios altos funcionarios del partido y legisladores fueron designados para este grupo, que tiene la intención de reunirse con una delegación similar de HAK para discutir una solución al enfrentamiento sobre el gobierno de Armenia.
En diciembre, el director del Instituto del Cáucaso, Alexander Iskandaryan, calificó el diálogo entre la oposición y el gobierno provocado por las protestas como uno de los acontecimientos más significativos de 2011, y dijo que "alteró la realidad política en Armenia".